# Франсеск Ашименіс
Франсеск Ашименіс (кат. Francesc Eiximenis; fɾənsɛsk əʃimɛnis) — каталонський письменник, францисканець XIV століття. Свого часу був досить знаменитим; його роботи читали знатні сучасники, серед яких королі Арагону Петро IV, Ян I і Мартін I, королева Марія де Луна, авіньйонський Папа Бенедикт XIII.

## Біографія
Франсеск Ашименіс народився приблизно в 1330 році, імовірно в Жироні. Став францисканцем в досить молодому віці, навчався в їхній школі. Пізніше продовжив навчання в Оксфордському і Паризькому університетах. У 1374 отримав титул магістра богослов'я в університеті Тулузи.
Повернувшись в Каталонію, знайшов популярність при дворі короля і барселонської та валенсійської шляхти своєю освіченістю. У 1382-1408 жив у Валенсії, де був консультантом місцевої влади. У 1391 організував «молитовні армії» в монастирях і обителях Валенсії. У 1397 і 1398 перейняв впорядкування двох хрестових походів валенсійців і мальорців проти мусульманських піратів у Північній Африці.
У 1408 Ашименіс взяв участь у Перпіньянському синоді, де авіньйонський папа Бенедикт XIII призначив його патріархом єрусалимським, а згодом і апостольським адміністратором Ельнскої єпархії (нині Перпіньянської).
Франсеск помер у Перпіньяні приблизно 23 квітня 1409 року.

### Видання

#### Obres de Francesc Eiximenis (OFE) — Повна збірка творів
- «Dotzè Llibre del Crestià. Part 1, Volum 1», Girona, Universitat, 2005, lxvii + 619 pp. (OFE, 1). Ed. by Xavier Renedo, Sadurní Martí et al.
- «Dotzè Llibre del Crestià. Part 2, Volum 1», Girona, Universitat, 1986, xxxviii+ 518 pp. (OFE, 3). Ed. by Curt Wittlin et al.
- «Dotzè Llibre del Crestià. Part 2, Volum 2», Girona, Universitat, 1987, 649 pp. (OFE, 4) Ed. by Curt Wittlin et al.

#### Інші видання
- Lo Llibre de les Dones (Barcelona, Curial, 1981. Ed. by Curt Wittlin.
- De Sant Miquel Arcàngel (5è tractat del Llibre dels Àngels. Barcelona, Curial, 1983. Ed. by Curt Wittlin.
- Psalterium alias Laudatorium (Toronto, PIMS, 1988. Ed. by Curt Wittlin.
- Àngels e demonis (Quart tractat del Llibre dels Àngels). Barcelona, Quaderns Crema, 2003. Ed. by Sadurní Martí.

#### Антології
- Llibres, mestres i sermons. Antologia de textos. Barcelona, Barcino, 2005. Ed. by David Guixeras and Xavier Renedo, 268 стар.
- "Francesc Eiximenis. An Anthology. Barcelona/Woodbridge: Barcino/Tamesis, 2008. Transl. by Robert Hughes.

### Цифрові видання

#### Манускрипти
- Перша половина (главы 1-523)  Terç del Crestià (BNC, ms. 457).
- Llibre dels Àngels (University of Barcelona, Fons de reserva, ms. 86).
- Vida de Jesucrist (BNC, mss. 459-460).
- Scala Dei (University of Barcelona, Fons de reserva, ms. 88).

#### Інкунабули
- Primer del Crestià (Valencia, Lambert Palmart, 1483).
- First half (chapters 1-473) of the Dotzè del Crestià (Valencia, Lambert Palmart, 1484).
- Regiment de la cosa pública, (Valencia, Cristòfor Cofman, 1499).
- Llibre dels àngels, (Barcelona, Joan Rosembach, 1494).
- Llibre de les Dones, (Barcelona, Joan Rosembach, 1495).
- Traducció castellana de la Vida de Jesucrist, (Granada, Meinard Ungut and Johannes Pegnitzer, 1496).
- [недоступне посилання з травня 2019] Translation into Spanish of the Llibre dels àngels (The title is Libro de los santos ángeles. Burgos, Fadrique de Basilea, 1490).
- Pastorale (Barcelona, Pere Posa, 1495).
- Scala Dei (Barcelona, Diego de Gumiel, 1494).

#### Старі видання
- Переклад на іспанську Llibre dels Àngels (Назва La Natura Angélica. Alcalá de Henares, Miguel de Eguía, 1527).

#### Сучасні видання і переклади
- Pastorale. Переклад на каталонську. Montserrat Martínez Checa's doctorate thesis (UAB, Bellaterra, 1994).
- De triplici statu mundi (Edition by Albert Hauf).
- Summa theologica (Edition by León Amorós, OFM).
- Autograph letters (15.07.1392 und 12-03.1396. Edition by Sadurní Martí).
- Psalterium alias Laudatorium (Toronto, PIMS, 1988. Рэдактура Curt Wittlin).
- Lo Llibre de les Dones (Barcelona, Curial, 1981. Рэдактура Curt Wittlin).
- De Sant Miquel Arcàngel (Llibre dels Àngels. Barcelona, Curial, 1983. Рэдактура Curt Wittlin).

#### Закінчені праці
- Francesc Eiximenis' закінчені праці (каталонською і латинською).

### Цифрові біографії
- Біографія на www.eiximenis.tk (кат.)
- Біографія на www.eiximenis.tk (ісп.)
- Інфармацыя пра Франсыска Ашыменіса на Narpan. (кат.)
- Información sobre Francesc Eiximenis на Universitat Oberta de Catalunya сайті каталонського університету. (кат.)
- Information about Francesc Eiximenis in the CulturCat website, that depends on the Generalitat de Catalunya. There are also versions available
- (кат.)
- (англ.)
- (фр.)
- (окситан.)
- "Francesc Eiximenis"  на сайце Enciclopedia Franciscana Багато біографічних статей про Франсеска Ашименіса. (ісп.)

### Цифрові статті про Ашименіса
- Fray Francisco Eiximenis : Su significación religiosa, filosófico-moral, política y social, Tomás Carreras Artau's article in Annals de l'Institut d'Estudis Gironins 1 (1946). (ісп.)
- Perfil espiritual de Eiximenis Артыкул у Capuchin friar Nolasc del Molar у Revista de Girona 22 (1963). (ісп.)
- L’autocomprensione della comunità politica in Francesc Eiximenis, Paolo Evangelisti's article, у Enrahonar 42 (2009). (італ.)
- Orígenes del pactismo republicano, Стаття про Ашименіса від Salvador Giner (Прэзідэнт Institute of Catalan Studies), у El País (13.01.2010). (ісп.)

### Цифрові книги про Ашименіса
- Lluís Brines' doctorate thesis about Eiximenis' political and social thought. (кат.)